# Veade, Gagos e Molares
Veade, Gagos e Molares (oficialmente: União das Freguesias de Veade, Gagos e Molares) é uma freguesia portuguesa do município de Celorico de Basto, com 12,99 km² de área e 1712 habitantes (censo de 2021). A sua densidade populacional é 131,8 hab./km².

## História
Foi constituída em 2013, no âmbito de uma reforma administrativa nacional, pela agregação das antigas freguesias de Veade, Gagos e Molares e tem a sede em Veade.

## Demografia
A população registada nos censos foi:
| Distribuição da População por Grupos Etários | Distribuição da População por Grupos Etários | Distribuição da População por Grupos Etários | Distribuição da População por Grupos Etários | Distribuição da População por Grupos Etários | Distribuição da População por Grupos Etários |
| -------------------------------------------- | -------------------------------------------- | -------------------------------------------- | -------------------------------------------- | -------------------------------------------- | -------------------------------------------- |
| Antes da agregação                           |                                              |                                              |                                              |                                              |                                              |
| Ano                                          | 0-14 anos                                    | 15-24 anos                                   | 25-64 anos                                   | >= 65 anos                                   | Total                                        |
| 2001                                         | 323                                          | 326                                          | 899                                          | 309                                          | 1857                                         |
| 2011                                         | 268                                          | 232                                          | 1076                                         | 387                                          | 1963                                         |
| Após a agregação                             |                                              |                                              |                                              |                                              |                                              |
| Ano                                          | 0-14 anos                                    | 15-24 anos                                   | 25-64 anos                                   | >= 65 anos                                   | Total                                        |
| 2021                                         | 195                                          | 186                                          | 881                                          | 450                                          | 1712                                         |